# Jan Starý (politik)
Jan Starý (* 11. května 1947) byl český politik za Občanskou demokratickou stranu, po sametové revoluci československý poslanec Sněmovny národů Federálního shromáždění, v 90. letech starosta Třince.

## Biografie
Ve volbách roku 1992 byl zvolen za ODS, respektive za koalici ODS-KDS, do české části Sněmovny národů (volební obvod Severomoravský kraj). Ve Federálním shromáždění setrval do zániku Československa v prosinci 1992. V senátních volbách roku 1996 kandidoval do horní komory českého parlamentu za senátní obvod č. 73 - Frýdek-Místek, coby kandidát ODS. V 1. kole byl nejsilnějším kandidátem s 31 % hlasů, ale ve druhém kole ho porazil a senátorem se stal lidovec Emil Škrabiš.
V živnostenském rejstříku se uvádí bytem Třinec-Lyžbice. V komunálních volbách roku 1994 a komunálních volbách roku 1998 byl za ODS zvolen do zastupitelstva města Třinec. Kandidoval i ve volbách roku 2002, ale nebyl zvolen. Profesně se uvádí jako technik. V letech 1994-1998 byl starostou Třince. Původně pracoval v úseku vývoje v Třineckých železárnách.